# Гай Антисций Вет (претор 70 пр.н.е.)
Вижте пояснителната страница за други личности с името Гай Антисций Вет.
Гай Антисций Вет (на латински: Gaius Antistius Vetus; * пр. 108 пр.н.е.; † сл. 69 пр.н.е.) е политик и военен през късната Римска република. Произлиза от фамилията Антисции.
Той е през 70 пр.н.е. претор. През 69 или 68 пр.н.е. e пропретор в провинция Далечна Испания, където е началник на Гай Юлий Цезар, който служи при него като квестор. Оставя сина си Гай Антисций Вет на грижите на Цезар и той става 30 пр.н.е. суфектконсул.